# 미국쥐손이

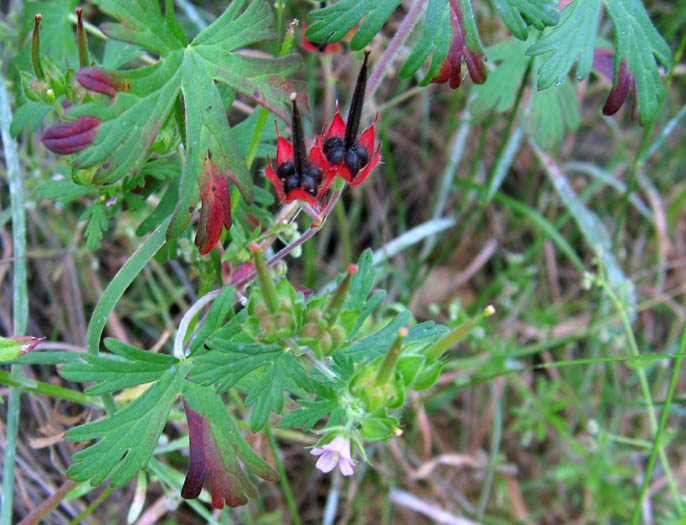

미국쥐손이는 북미 원산의 귀화식물로 , 한국 제주도를 비롯해 중부와 남부지방에서 자라는 한해살이풀이며 높이는 10-40cm이다. 쥐손이풀과이며 학명은 Geranium carolinianum이다.

## 특징
줄기는 연한 털과 함께 회색의 샘털이 간혹 있다. 잎은 마주나게 달리고 신장형 또는 원형이며 5-9개로 깊이 갈라진다. 갈래조각은 긴 타원형으로 톱니가 있다. 꽃은 5-8월에 줄기 끝에 달리는 꽃자루에 2-6개의 옅은 분홍색 꽃이 핀다. 거의 흰색에 가깝게 피기도 한다. 꽃받침은 난형이고 끝에 바늘처럼 생긴 짧은 돌기가 있다. 꽃잎은 도란형이고 끝이 오목하게 팬다. 수술은 10개이고 암술은 1개이다. 열매는 긴 피침형이며 미세한 털로 덮여 있다. 씨는 난상의 긴 타원형이다.

## 이름
미국이 원산지인 쥐손이풀 종류라는 뜻의 이름이다.